# Dexippe
Ne doit pas être confondu avec Dexippe (philosophe).
Dexippe, de son nom complet Publius Herennius Dexippus, est un homme politique, militaire et historien grec, né vers 210 et mort vers 278.

## Famille
Il est le fils de Publius Herennius Ptolémée, éphèbe en 190, le petit-fils de Publius Herennius S(traton), hierokéryx (participant aux mystères d'Eleusis) vers 190/210, l'arrière-petit-fils de Publius Herennius Apollonios, prytane en 168/9 et sophiste reconnu et l'arrière-arrière-petit-fils d'Eudemos, héraut de la boulè et du peuple d'Athènes en 157/160[réf. incomplète].

## Biographie
Né à Athènes sous l'Empire romain, il exerce les fonctions de prêtre et archonte éponyme et repousse chasse les Hérules qui avaient pillé Athènes en 267,.

## Œuvre et postérité
La notice que lui a consacré Photios nous permet de connaître la composition de son œuvre. Dexippe est l'auteur d'une histoire des Diadoques en quatre livres, résumant sans doute l'œuvre d'Arrien. De cette œuvre, nous avons gardé un résumé de la part de Photius de Constantinople. Les quelques fragments préservés semblent indiquer que Dexippe, pour parler des successeurs d' Alexandre le grand, prenait un point de vue narratif centré sur Athènes.
Il relate les invasions gothiques dans ses Σκυθικά (Scythica), décrivant les guerres des Romains contre les barbares germaniques entre 238 et le règne d'Aurélien, le nom de « Scythes » dans son récit désignant principalement les Goths : il insiste sur la nécessaire complémentarité entre les troupes romaines professionnelles et les volontaires grecs venus défendre leur province.
Mais Dexippe est surtout connu comme l'auteur de l' Histoire universelle ou Histoire des temps, composée de 12 livres au moins, panorama d'histoire universelle des origines à Claude le Gothique, dans le prolongement des œuvres d'Ephore et de Diodore. Photios parle de manière élogieuse du style de Dexippe, qu'il nomme un second Thucydide.
L'essentiel de cette œuvre est perdue, il n'en reste que quelques fragments conservés dans les extraits constantiniens d'époque byzantine (Excerpta de legationibus). On peut aussi en avoir une connaissance indirecte car elle sert de source à l'Histoire Auguste, qui peut toutefois parfois le citer de manière falsifiée, et à Georges le Syncelle, ainsi peut-être qu'à Zosime. Elle sert aussi de modèle à Eunape de Sarde dont l'œuvre historique prend la suite chronologique de celle de Dexippe. Les « Chroniques » byzantines de Jean Malalas (VIe s) et de Jean d'Antioche, (VIIe s) s'inspirent aussi des ouvrages de Dexippe.
Dexippe doit être distingué du Dexippe commentateur grec d'Aristote, qui a laissé un commentaire des Catégories d'Aristote.